# Burkina Faso aux Jeux paralympiques d'été de 2024
Le Burkina Faso participe aux Jeux paralympiques d'été de 2024 à Paris, en France du 28 août au 8 septembre 2024. Il s'agit de sa 8e participation à des Jeux paralympiques d'été.
La délégation est représentée par une seul athlète, Rahinatou Moné en athlétisme, également porte-drapeau du pays lors de la cérémonie d'ouverture de ces Jeux.

## Sport

### Athlétisme
| Athlète        | Événement        | 1er tour | 1er tour | Finale        | Finale        |
| Athlète        | Événement        | Résultat | Rang     | Résultat      | Rang          |
| -------------- | ---------------- | -------- | -------- | ------------- | ------------- |
| Rahinatou Moné | 100 m T13 femmes | 13,86    | 13       | Pas qualifiée | Pas qualifiée |

Le 3 septembre 2024, Rahinatou Moné bat son record personnel, mais ce n'est pas suffisant pour se qualifier pour la finale.